# Independent Group
L'Independent Group (IG) va ser un grup d'artistes, esculptors, arquitectes, escriptors i crítics que es van ajuntar al voltant de l'Institute of Contemporary Arts (ICA) de Londres entre 1952 i 1955 amb l'objectiu d'analitzar les aproximacions contemporànies a la cultura. Van introduir la cultura de masses en els debats sobre l'alta cultura, el modernisme reavaluat i van crear tota una estètica al voltant de l'objecte trobat. Són considerats com els precursors del Pop Art al Regne Unit i als Estats Units.